# Xã Athens, Quận Izard, Arkansas
Xã Athens (tiếng Anh: Athens Township) là một xã thuộc quận Izard, tiểu bang Arkansas, Hoa Kỳ. Năm 2010, dân số của xã này là 141 người.